# استیون بیشاپ (خواننده)
استیون بیشاپ (انگلیسی: Stephen Bishop؛ زادهٔ ۱۴ نوامبر ۱۹۵۱) یک موسیقی‌دان اهل ایالات متحده آمریکا است. وی از سال ۱۹۷۵ میلادی تاکنون مشغول فعالیت بوده‌است.